# Gerd Lohmer
Gerd Lohmer (* 11. September 1909 in Köln; † 6. September 1981 ebenda) war ein deutscher Architekt, der sich vor allem durch seine Mitwirkung bei Brückenbauwerken einen Namen machte.

## Leben
Lohmer arbeitete zunächst als Bildhauer, bis ihn eine Krankheit zu zweijähriger Bettlägerigkeit zwang. In dieser Zeit beschäftigte er sich erstmals mit der Gestaltung von Brücken. Lohmer studierte bis 1936 Architektur an der Technischen Hochschule Aachen, der Technischen Hochschule München und der Technischen Hochschule Stuttgart, an letztgenannter bei Paul Bonatz, bei dem er nach dem Studium von März 1936 bis zu seiner Einberufung zur Wehrmacht im Februar 1942  arbeitete. Bei dem Entwurf der Rodenkirchener Autobahnbrücke lernte er den Bauingenieur Fritz Leonhardt kennen, mit dem er später zahlreiche Brücken realisierte.
In den Jahren nach dem Zweiten Weltkrieg, in denen viele wichtige, zerstörte Brücken wiederaufgebaut wurden, konnte Lohmer seine erworbenen Fähigkeiten nutzen und wirkte bei der architektonischen Gestaltung bedeutender Brückenbauwerke mit. Neben Leonhardt zählte hierbei mit Ulrich Finsterwalder ein weiterer herausragender Bauingenieur zu seinen häufigen Kooperationspartnern. Lohmer wurde zum einzigen auf Brücken spezialisierten deutschen Architekten.
1963 wurde ihm von der Technischen Hochschule Aachen die Ehrendoktorwürde verliehen und er erhielt den Großen Kunstpreis für Architektur des Landes Nordrhein-Westfalen.

## Werk

### Bauten

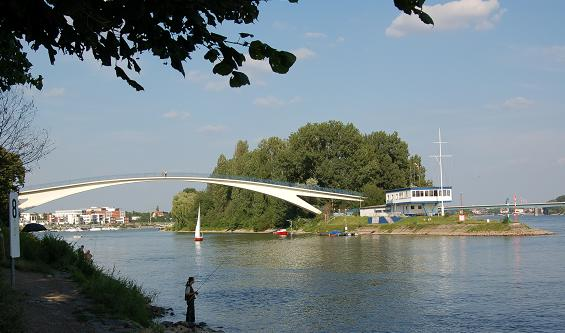
Dyckerhoff-Brücke

An der Gestaltung von drei der acht Rheinbrücken in Köln wirkte Lohmer mit:
- Deutzer Brücke (1947–1948)
- Nibelungenbrücke Worms (1953) mit Ulrich Finsterwalder[2]
- Severinsbrücke (1956–1961)
- Zoobrücke (1962–1966)

Außerdem war er unter anderem beim Entwurf und Ausführung der Nibelungenbrücke Worms (1950–1953), und der Fehmarnsundbrücke an der Ostsee (1960–1963) beteiligt sowie an der Katzenbuckelbrücke in Köln. Zu erwähnen sind auch die Hochstraße Lenneberg in Mainz mit der auf der Brücke liegenden Anschlussstelle Mainz-Mombach (1962–1964), die Rheinbrücken Konrad-Adenauer-Brücke in Bonn (1967–1972), Rheinbrücke Düsseldorf-Flehe (1976–1979) in Düsseldorf und Bendorfer Brücke bei Koblenz (1960–1965), die Blombachtalbrücke über der A 1 in Wuppertal (1957–1959), die Fußgängerbrücke im Schiersteiner Hafen in Wiesbaden (1966/1967) sowie der neue Überbau der Mangfallbrücke bei Rosenheim (1958–1960).

### Schriften
- Gerd Lohmer: Brückenbaukunst. In: Bauwelt, 56. Jg., 1965, Heft 12, S. 331–344
- Gerd Lohmer: Brückenästhetik – Brücken aus der Sicht des Architekten. In: Der Deutsche Baumeister BDB, 34. Jg., 1973, Heft 3, S. 162–169